# Ifs, Calvados

Ifs este o comună în departamentul Calvados, Franța. În 1 ianuarie 2022 avea o populație de 11.868 de locuitori.